# Pseudozonaria annettae aequinoctialis
Sous-espèce
Synonymes
- Cypraea aequinoctialis, Schilder, 1933

Pseudozonaria annettae aequinoctialis est une sous espèce de Pseudozonaria annettae. On la trouve à faible profondeur le long de la côte de l'Équateur.